# Amarande
Pour les articles homonymes, voir Chamarande (homonymie).
Marie-Louise Chamarande, dite Amarande, est une actrice et chanteuse française, née le 31 août 1933 à Alfortville (Val-de-Marne) et morte le 11 mars 2022 à Hyères (Var). Elle est également l'autrice d'une pièce de théâtre.

## Biographie

### Enfance et formation
De son vrai nom Marie-Louise Lucie Chamarande, elle est la fille de Jacques Chamarande, industriel, et de Renée Balvay.

### Carrière
Sous le pseudonyme d'Amarande (Martine Amarande à ses débuts), elle apparaît dans de nombreux films au cinéma, mais elle est plus particulièrement connue pour avoir joué dans de nombreuses pièces de théâtre filmées pour l'émission de télévision Au théâtre ce soir.
Dans les années 1980, elle est également une invitée récurrente de l'émission de jeux L'Académie des neuf.

### Vie privée
Mère des acteurs Sylvain Green et Brigitte Chamarande, Amarande a été un temps la compagne du réalisateur Norbert Carbonnaux.

### Mort
Amarande meurt le 11 mars 2022 à Hyères (Var), à l'âge de 88 ans.

## Théâtre
Sauf indication contraire ou complémentaire, les informations mentionnées dans cette section peuvent être confirmées par la base de données Les Archives du spectacle.

### Comédienne
- 1961 : Liliom de Ferenc Molnár, mise en scène Jean-Pierre Grenier, théâtre de l'Ambigu
- 1961 : Coralie et Compagnie de Maurice Hennequin et Albin Valabrègue, mise en scène Jean Le Poulain, théâtre Sarah-Bernhardt
- 1962 : Les Oiseaux rares de Renée Hoste, mise en scène Alfred Pasquali, théâtre Montparnasse
- 1963 : Et l'enfer… Isabelle ? de Jacques Deval, mise en scène Claude Sainval, Comédie des Champs-Élysées
- 1964 : Moumou de Jean de Létraz, mise en scène Jean Le Poulain, théâtre des Bouffes-Parisiens
- 1964 : Photo-Finish de Peter Ustinov, mise en scène Peter Ustinov, théâtre des Ambassadeurs
- 1965 : Les Assassins associés de Robert Thomas, mise en scène Jean Piat, théâtre Antoine puis théâtre du Palais-Royal
- 1968 : Le Gadget d'Alexandre Rivemale, mise en scène Henri Labussière, théâtre des Mathurins
- 1970 : Herminie de Claude Magnier, mise en scène Michel Vocoret, théâtre des Nouveautés
- 1976 : L'École des cocottes[4] de Paul Armont et Marcel Gerbidon, mise en scène Jacques Ardouin, théâtre Hébertot
- 1987 : Le Cœur gros d'Amarande, mise en scène Jacques Ardouin, théâtre de Neuilly et théâtre Charles-Dullin

Au théâtre ce soir
- 1970 : Les Assassins associés de Robert Thomas, mise en scène Jean Piat, réalisation Pierre Sabbagh, théâtre Marigny : Julia
- 1972 : Ferraille à vendre (ou Ferraille et chiffons) de Garson Kanin, mise en scène Pierre Mondy, réalisation Pierre Sabbagh, théâtre Marigny : Billie Dawn
- 1974 : Pétrus de Marcel Achard, mise en scène Jean Le Poulain, réalisation Georges Folgoas, théâtre Marigny : Migo
- 1975 : Pluie d'après William Somerset Maugham, mise en scène René Clermont, réalisation Georges Folgoas, théâtre Édouard-VII : Sadie
- 1975 : Les Hannetons d'Eugène Brieux, mise en scène René Clermont, réalisation Pierre Sabbagh, théâtre Édouard-VII : Charlotte Cotterel
- 1977 : La Bagatelle de Marcel Achard, mise en scène Jean Meyer, réalisation Pierre Sabbagh, théâtre Édouard-VII : Victoria
- 1977 : Le Coin tranquille de Michel André, mise en scène Michel Vocoret, réalisation Pierre Sabbagh, théâtre Édouard-VII : Danièle
- 1977 : L'École des cocottes de Paul Armont et Marcel Gerbidon, mise en scène Jacques Ardouin, réalisation Pierre Sabbagh, théâtre Marigny : Ginette
- 1978 : La Fessée de Jean de Létraz, mise en scène Jacques Mauclair, réalisation Pierre Sabbagh, théâtre Marigny : Hermine
- 1978 : Le Greluchon délicat de Jacques Natanson, mise en scène Jacques Mauclair, réalisation Pierre Sabbagh, théâtre Marigny : Simone
- 1979 : L'Amant de cœur de Louis Verneuil, mise en scène Robert Manuel, réalisation Pierre Sabbagh, théâtre Marigny : Charlotte
- 1980 : Divorçons de Victorien Sardou, mise en scène Robert Manuel, réalisation Pierre Sabbagh, théâtre Marigny : Cyprienne des Prunelles
- 1985 : La Pomme de Louis Verneuil et Georges Berr, mise en scène René Dupuy, réalisation Pierre Sabbagh, théâtre Marigny : Irma

### Autrice
- 1987 : Le Cœur gros, mise en scène Jacques Ardouin, théâtre de Neuilly et théâtre Charles-Dullin.

## Filmographie
Sauf indication contraire, les informations mentionnées dans cette section peuvent être confirmées par les bases de données cinématographiques IMDb et Allociné,  présentes dans la section « Liens externes ».

### Cinéma

#### Longs métrages
- 1957 : Le Triporteur de Jack Pinoteau : Marceline (non créditée au générique)
- 1965 : L'Amour à la chaîne de Claude de Givray : Mélanie
- 1966 : Paris au mois d'août de Pierre Granier-Deferre
- 1966 : Tendre Voyou de Jean Becker : Mauricette (créditée au générique sous le nom de Martine Amarande)
- 1967 : Toutes folles de lui de Norbert Carbonnaux : la teinturière
- 1968 : L'Homme à la Buick de Gilles Grangier : Paulette Bordier
- 1968 : À tout casser de John Berry : la veuve
- 1968 : Béru et ces dames de Guy Lefranc : Helga
- 1969 : Aux frais de la princesse de Roland Quignon : Gabrielle
- 1969 : Dieu a choisi Paris de Philippe Arthuys et Gilbert Prouteau
- 1970 : Et qu'ça saute ! de Guy Lefranc : Pepita
- 1971 : La Grande Maffia de Philippe Clair : la veuve Cartone
- 1972 : Les Galets d'Étretat de Sergio Gobbi : Madame Grance
- 1973 : La Femme en bleu de Michel Deville : Béatrice
- 1974 : Par ici la monnaie de Richard Balducci : Giulietta, la touriste

#### Courts métrages
- 1966 : C'est écrit dans le ciel : Le Verseau de Max Damain
- 1966 : C'est écrit dans le ciel : Les Poissons de Max Damain
- 1966 : C'est écrit dans le ciel : Le Sagittaire de Max Damain
- 1992 : Les Œillades de l'histoire : Hélène de Gilles Katz : Hélène

### Télévision

#### Téléfilms
- 1967 : Julie de Chaverny ou la Double Méprise de Jean-Pierre Marchand : Mélanie Rampeau
- 1968 : Kœnigsmark de Jean Kerchbron : Marthe
- 1970 : Les Six Jours d'Arlen Papazian : Nicole
- 1978 : Les Amours sous la Révolution : quatre dans une prison de Jean-Paul Carrère : Joséphine
- 1981 : L'Ange noir de Roland-Bernard : sœur Louise - également co-scénariste avec Guillaume Hanoteau
- 1981 : Le Mari, la Femme et le Cosmos de Maurice Cloche : Louise - également co-scénariste avec Guillaume Hanoteau
- 1981 : La Guerre des chaussettes de Maurice Cloche : Louise- également co-scénariste avec Guillaume Hanoteau

#### Séries télévisées
- 1966 : Les Cinq Dernières Minutes, épisode La Rose de fer de Jean-Pierre Marchand : Nana
- 1967 : Les Sept de l'escalier 15 B de Georges Régnier : Dora
- 1967 : Deslouettes père et fils de Arlen Papazian et Claude Robrini
- 1968 : Provinces, épisode De folie et d'amour de Jean-Paul Sassy
- 1968 : Les Demoiselles de Suresnes de Pierre Goutas : Sabine
- 1969 : Les Chevaliers du ciel  de François Villiers
- 1969 : Laure de Moshé Mizrahi : l'amie de Laure
- 1971 : Aubrac-City de Jean Pignol : Suzy
- 1973 : Témoignages, épisode Cover Girl de Paul Siegrist : Peggy
- 1988 : L'Homme à tout faire de Patrick Gandery-Réty : Catherine Durupt

## Discographie
- 1970 : À quoi bon se presser (Y. Heldman - Bob Mehdi - Christian Sarrel) / Un certain sourire (Bob Mehdi - C. & J. Caruana), 45 t, Chappell / Sonopresse (CH 45.544)
- 1971 : L'Amour et le Rugby (Jacques Datin - Geneviève Dormann) / Quand revient l'été ( K. Hertha - H. Mayer - Michaële Misrahi)[5], 45 t, Festival / Bagatelle / Musidisc (SPX 154)
- 1971 : Le Pétrole (Frédéric Botton) / Les Cinéphiles (Frédéric Botton), 45 t, Festival / Bagatelle / Musidisc (SPX 156)
- 1971 : Relax (Gérard Gustin - Ann Grégory) / Ouvrez vos coffres-cœurs (Gérard Gustin - Jean-Luc Morel)[6], 45 t, Festival / Musidisc (SPX 165)